# Amittuq
Circonscription électorale territoriale du Canada
Amittuq est une circonscription électorale territoriale canadienne de l'Assemblée législative du Nunavut.
La circonscription correspond à la communauté de Sanirajak et d'Igloolik. 
Tous les candidats sont indépendants étant donné qu'il n'y a aucun parti politique à l'Assemblée législative du Nunavut.

## Résultats des élections
| Élections générales du Nunavut de 1999 |                             |      |         |
|                                        | Nom                         | Vote | %       |
|                                        | Enoki Irqittuq              | 251  | 33,03 % |
|                                        | Mark Evaloarjuk             | 210  | 27,63 % |
|                                        | Solomon Allurut             | 128  | 16,84 % |
|                                        | Cain Iqqaqsaq               | 101  | 13,29 % |
|                                        | Joanna Oolateeta            | 70   | 9,21 %  |
| Total des bulletins valides            | Total des bulletins valides | 760  | 100%    |

| Élections générales du Nunavut de 2004 |                             |      |         |
|                                        | Nom                         | Vote | %       |
|                                        | Louis Tapardjuk             | 227  | 34,98 % |
|                                        | Solomon Allurut             | 176  | 27,12 % |
|                                        | Paul Hauli                  | 90   | 13,88 % |
|                                        | Enoki Irqittuq              | 90   | 13,88 % |
|                                        | Levi Kaunak                 | 66   | 10,14 % |
| Total des bulletins valides            | Total des bulletins valides | 649  | 100%    |

| Élections générales du Nunavut de 2008, |                             |      |        |
|                                         | Nom                         | Vote | %      |
|                                         | Louis Tapardjuk             | 399  | 65,2 % |
|                                         | Joanna Quassa               | 213  | 34,8 % |
| Total des bulletins valides             | Total des bulletins valides | 612  | 100%   |

## Annexe